# Мейделін Мартін
Мейделін Елізабет Мартін (англ. Madeleine Elizabeth Martin; *15 квітня 1993, Нью-Йорк, США) — американська акторка, співачка. Відома, насамперед, роллю Ребекки Муді в телесеріалі каналу Showtime «Блудлива Каліфорнія».

## Біографія
Народилась 15 квітня 1993 року в нью-йорку.
Вперше спробувала себе в 7 років у бродвейському національному турі «Звуки музики» з Річардом Чемберленом.
Була помічена і в 10 років зіграла головну роль в бродвейському спектаклі «День у смерті Джо Егга». Мартін справила велике враження на глядачів і тодішніх акторів. У юної акторки з'явилося багато фанатів і шанувальників, які просто обожнювали її. Мартін була настільки популярною, що престижне видавництво англ. New York Times Arts and Leisure запросило її вести персональну колонку.
Вперше з'явилася на телеекрані в 2003 році в серіалі «Закон і порядок», що стало несподіваним потрясінням для її фанатів і ще більше додало їй популярності. У 2006 році запрошена знятися в серіалі «Блудлива Каліфорнія» в ролі Беккі Муді. Завдяки серіалу отримала світове визнання.

## Фільмографія
- Adventure Time with Finn and Jake (2011) — озвучення … Фіона
- Legendary (2010) … Лілі Стрінфеллоу
- Закон і порядок (2008) — 1 епізод … Емма Ваксман
- Секс і Каліфорнія (2007 — дотепер) … Ребекка Муді
- Льодовиковий період 2: Глобальне потепління (2006) — озвучення
- Надія та віра (2005) — 1 епізод … Івана Чарлес
- Закон і порядок: Спеціальний корпус (2004) — 1 эпізод … Ейпріл
- JoJo's Circus (2003–2006) — головна роль …JoJo
- Закон і порядок (2003) — 1 епізод … Енні